# Noodtiella wellsi
Noodtiella wellsi är en kräftdjursart som beskrevs av Apostolov 1974. Noodtiella wellsi ingår i släktet Noodtiella och familjen Ectinosomatidae. Inga underarter finns listade i Catalogue of Life.